# Мејвил (Висконсин)
Мејвил (енгл. Mayville) град је у америчкој савезној држави Висконсин.

## Демографија
По попису из 2010. године број становника је 5.154, што је 252 (5,1%) становника више него 2000. године.
| Група             | 2000.         | 2010.         |
| Белци             | 4.791 (97,7%) | 4.924 (95,5%) |
| Афроамериканци    | 4 (0,1%)      | 11 (0,2%)     |
| Азијати           | 14 (0,3%)     | 30 (0,6%)     |
| Хиспаноамериканци | 71 (1,4%)     | 138 (2,7%)    |
| Укупно            | 4.902         | 5.154         |